# Матамейе
Матамейе — город и городская коммуна в Нигере. Административный центр департамента Матамей в провинции Зиндер.

## Население
Население 17 930 по состоянию на 2001.
В 2011 году многие люди в поисках пропитания переехали в Матамейе из Тануа и Гоуре из-за продовольственного кризиса, побросав свои дома и школы.

## Инфраструктура
В 2005 году была построена дорога из Матамейе в Такиету.